# Lucas Perri
Lucas Estella Perri (* 10. Dezember 1997 in Campinas) ist ein brasilianisch-italienischer Fußballtorwart, der aktuell in der Premier League bei Leeds United unter Vertrag steht.

## Karriere

### Verein
Lucas Perri begann seine fußballerische Ausbildung bei der AA Ponte Preta, wo er bis 2013 spielte. Anschließend wechselte er in die Jugendakademie des FC São Paulo. In der Saison 2016 war er Stammtorhüter der U20-Mannschaft und konnte mit dieser die U20-Copa-Libertadores und den Pokal gewinnen. In der Série A 2017 stand er bereits in der Série A und in der Copa Sudamericana im Kader der Profimannschaft. 2018 stand er wieder nur im Kader und spielte weder in der Série A noch in der Staatsmeisterschaft von São Paulo, gewann aber mit dem U23-Team die Meisterschaft. Für das erste halbe Jahr 2019 wechselte Perri leihweise nach England zu Crystal Palace, bestritt dort jedoch kein Spiel und kehrte im Sommer 2019 wieder zurück. Am letzten Spieltag der Ligasaison 2019 kam er zu seinem Profidebüt in der Série A. Dies war neben weiteren Nominierungen jedoch sein einziges Saisonspiel. Ende März 2020 musste er im zweiten Gruppenspiel der Copa Libertadores für den verletzten Tiago Volpi eingewechselt werden und debütierte somit auf internationaler Ebene. In der gesamten Série A 2020 kam er zu keinem Einsatz, lediglich ein Spiel in der Staatsmeisterschaft bestritt er. Im Jahr 2021 spielte Perri dreimal in der Staatsmeisterschaft, die er mit dem Klub gewann, zweimal in der Copa Libertadores und einmal im Pokal. Für das erste Halbjahr 2022 wurde er an den Zweitligisten Náutico Capibaribe verliehen. Dort spielte er 22 Ligaspiele in der Saison 2022 und elf Spiele in der Staatsmeisterschaft von Pernambuco.
Nach seiner Rückkehr zu São Paulo wechselte er im August 2022 zum Ligarivalen Botafogo FR. Bis zum Ende der Série A 2022 spielte er vier weitere Erstligaspiele. In der Série A 2023 stand er in jedem der 38 Ligaspiele im Tor. Im Pokal spielte er sechsmal, in der Copa Sudamericana siebenmal und in der Staatsmeisterschaft zwölfmal bis zum Finale, das man auch gewann.
Im Januar 2024 wechselte er für über drei Millionen Euro Ablöse zum französischen Erstligisten Olympique Lyon.
Im Juli 2025 wechselte er zu Leeds United.

### Nationalmannschaft
Perri nahm mit der U20-Nationalmannschaft Brasiliens an den U20-Südamerikameisterschaften 2015 und 2017 teil, wobei er bei letzterer zu vier Einsätzen kam. Für das U23-Team lief er 2019 einmal auf.
Seit September 2023 wird Perri regelmäßig in den Kader der brasilianischen A-Nationalmannschaft berufen, kam aber noch nicht zum Einsatz.

## Erfolge
FC São Paulo
- U20-Copa-Libertadores-Sieger: 2016
- U20-Pokalsieger: 2016
- U23-Meister: 2018
- Staatsmeister von São Paulo: 2021

Náutico Capibaribe
- Staatsmeister von Pernambuco: 2022

Botafogo FR
- Staatsmeister von Rio de Janeiro: 2023
- Taça Rio: 2023